# الفرعة (الرين)
مركز الفرعة  هو مركزٌ إداري تابعٌ لمحافظة الرين في منطقة الرياض ، ويصنف من فئة (ب) ورمزه 1475.